# Летючий кінь

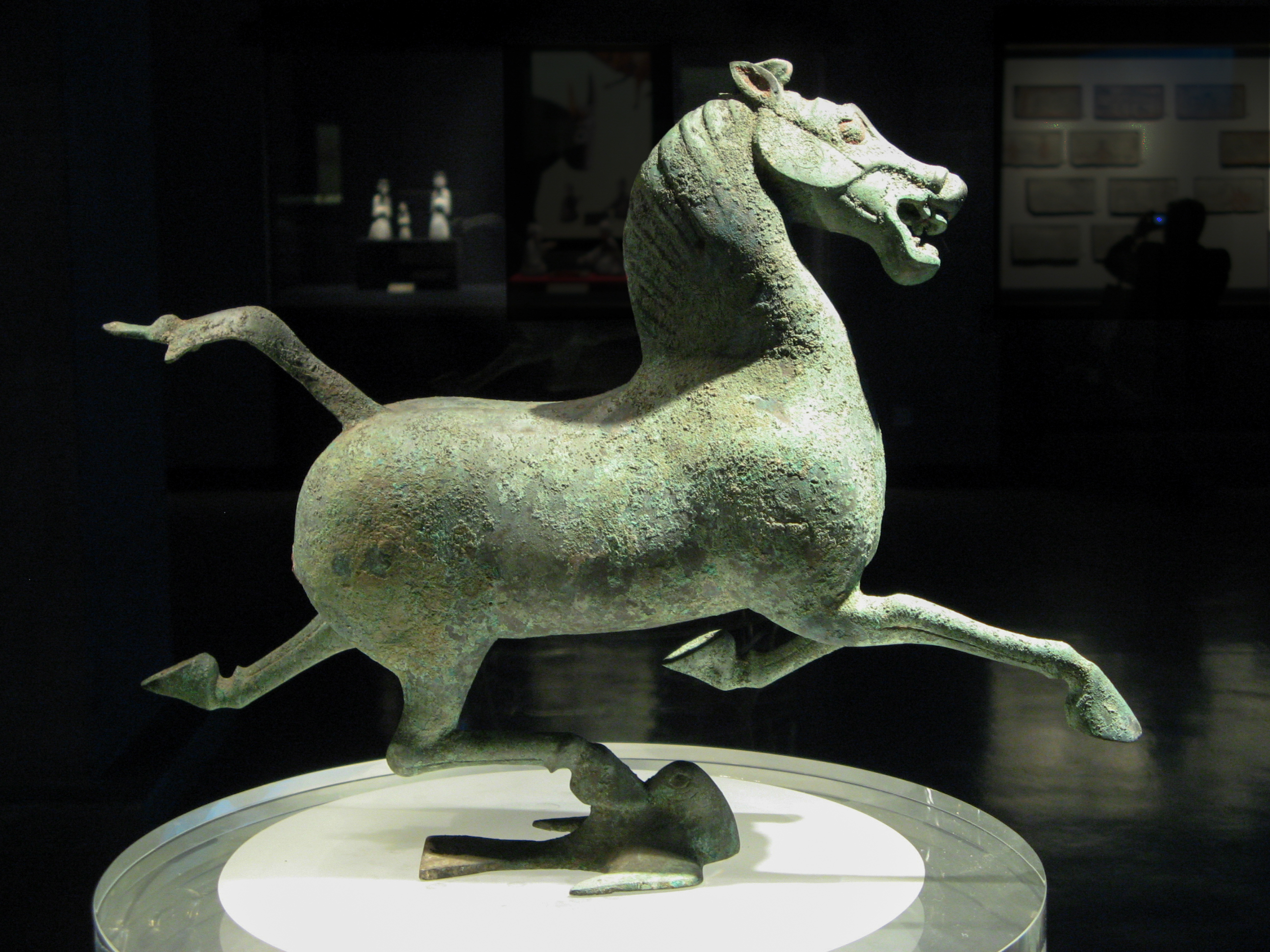
«Летючий кінь», бронзова статуетка II—I ст. до н. е. в музеї провінції Ганьсу

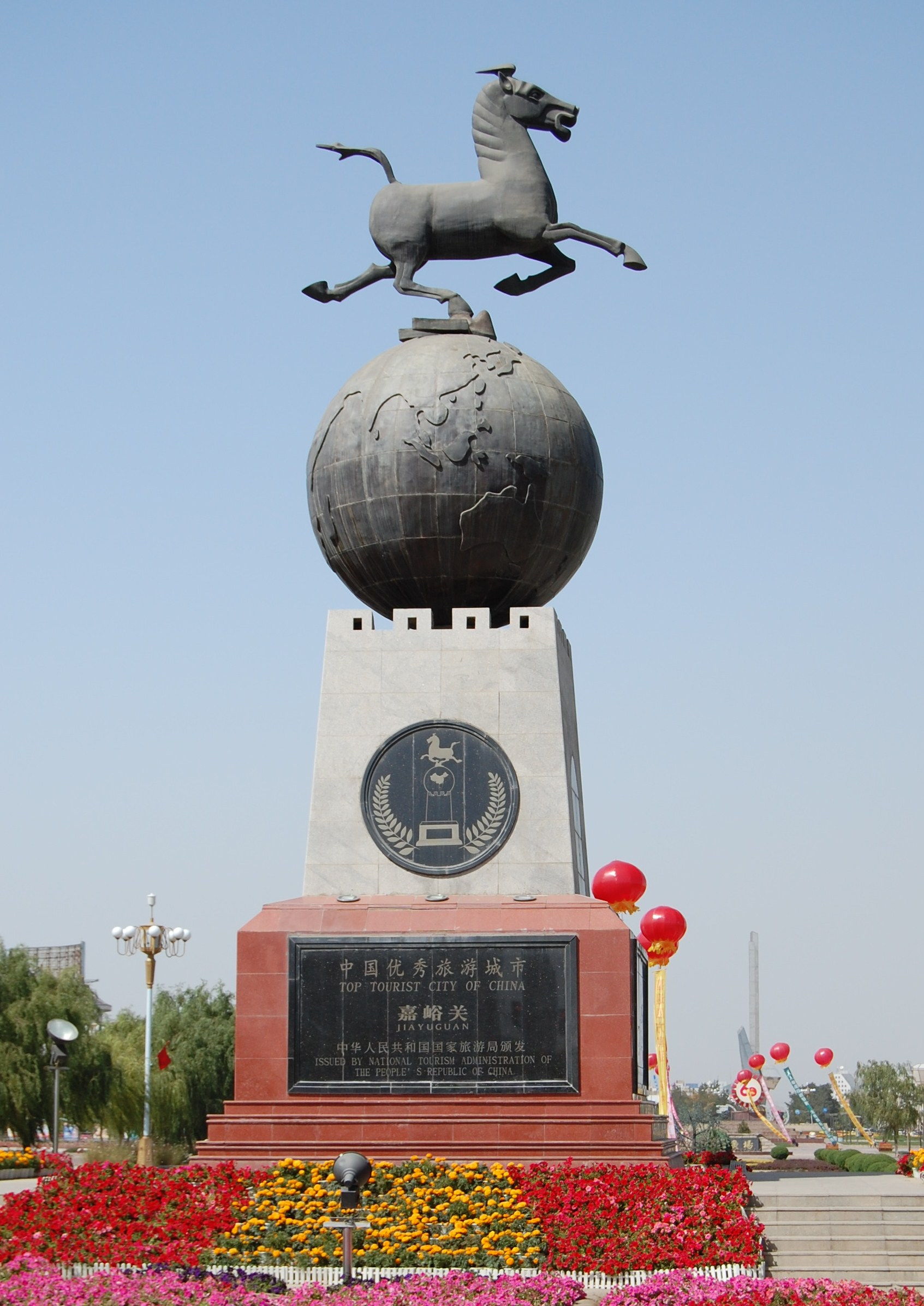
Пам'ятник з «Летючим конем» в Цзяюйгуань

Летючий кінь (кит. спр. 马 踏 飞燕, піньїнь: Mǎtà fēiyàn) — бронзова статуетка коня, знайдена в Китаї, датована II—I ст. до н. е.
Бронзова статуетка коня була знайдена в 1969 році під храмом Лейтай, розташованим в міському окрузі Увей провінції Ганьсу, і є найзнаменитішою історичною реліквією провінції. Поховання, в якому вона була виявлена, датується періодом династії Хань, відноситься до II—I ст. до н. е. Статуетка має розміри 45×10×34,5 см. Вона є експонатом музею провінції Ганьсу в місті Ланьчжоу. Коня зображено в польоті, він спирається однією ногою на летючу ластівку, інші три не торкаються жодної опори. За естетикою статуетка близька до скульптури Стародавній Греції. Положення ніг при галопі передано невірно.
У 1983 році Національне управління по туризму КНР вибрало статуетку «Летючий кінь» як свій символ. Це управління присуджує китайськими містами звання найкращого туристичного міста Китаю. При цьому в місті, що отримало це звання, нерідко встановлюється пам'ятник, що зображає статуетку «Летючого коня» над земною кулею. Наприклад, у 2000 році звання найкращого туристичного міста Китаю було присвоєно китайському місту Суйфеньхе .
Національне управління культурної спадщини КНР включило «летючого коня» в початковий список з 64 культурних реліквій, які забороняється вивозити для показу за межі КНР .